# 寬口寶螺
寬口寶螺（学名：Cypraea cylindrica）为寶螺科寶螺屬下的一个种。